# مات مور (لاعب كرة قاعدة)
مات مور (بالإنجليزية: Matt Moore) هو لاعب كرة قاعدة أمريكي، ولد في 18 يونيو 1989 في فورت والتون بيتش في الولايات المتحدة.

## وصلات خارجية
- مات مور على موقع دوري كرة القاعدة الرئيسي (الإنجليزية)
- مات مور على موقع الدوري الياباني لكرة القاعدة (الإنجليزية)
- مات مور على موقعبيزبول رفرنس.كوم (الدوري الرئيسي) (الإنجليزية)
- مات مور على موقعبيزبول رفرنس.كوم (الدوري الثانوي) (الإنجليزية)
- مات مور على موقع إي إس بي إن.كوم (أم.أل.بي) (الإنجليزية)
- مات مور على موقع مشجعي الرسوم البيانية (الإنجليزية)